# Antoine Fabre
Antonio Fabre o Antonio Fabro fue un gramático del siglo XVII. 
Es el padre de la Grammaire pour apprendre les langues italienne, françoise et espagnole, publicada en Roma en 1626. La única información biográfica que tenemos procede de la portada de la Gramática en el que se desprende que fue un eclesiástico “composée par le Reverende Signeur Antoine Fabre". El editor Domenico Sforzino en la dedicatoria a los lectores presenta a Fabre como francés docto y advierte que su buen conocimiento del italiano y del español se debe a la lectura de los “buenos autores”.